# Sleigh Ride
«Paseo en Trineo»  —título original en inglés: «Sleigh Ride»— es el décimo sexto y último episodio de la tercera temporada de la serie de televisión posapocalíptica, horror Fear the Walking Dead. Se estrenó el 15 de octubre de 2017, junto con el episodio anterior; "Things Bad Begun". Estuvo dirigido por Andrew Bernstein y en el guion estuvieron a cargo de Dave Erickson & Mark Richard.

## Trama
Escondidos juntos, aumentan las tensiones entre Nick y Madison por el asesinato de Troy y su creciente crueldad. Procurador John llega a la presa con Alicia, disgustado porque Strand no pudo cumplir con su trato, y Alicia negocia por la seguridad de Madison. Strand está ayudando a Madison y Nick a escapar cuando Lola ataca a los Procuradores y muere. Por la duplicidad, John decide matar a los cuatro, empezando por Alicia como piedad. Sin embargo, Nick usa el detonador en un enfrentamiento, amenazando con volar la presa. Madison, Alicia y Strand escapan en un bote. Los Procuradores comienzan a moverse hacia Nick, quien recibe ayuda inesperada de Walker y Perro Loco, que disparan desde una colina cercana y Daniel, que se abre camino a través de la presa. Nick detona los explosivos, hace un agujero en la presa y la corriente arrastra el bote. Nick y Daniel escapan mientras Madison nada a la orilla sola.

## Producción
Este es el último episodio de Dave Erickson que se marcha como guionista. Aunque Madison Clark sobrevive a la temporada, esto marca la aparición final de Kim Dickens como Madison viva en el presente desde sus apariciones en la temporada 4 son solo flashbacks. Esta es también la última temporada que tiene a Paul Haslinger como compositor de la serie, ya que es reemplazado la temporada siguiente por Danny Bensi y Saunder Jurriaans. Esta temporada es la última en presentar el logo original "Fear the Walking Dead", que fue rediseñado para el semi-reinicio de la próxima temporada.

### Casting
Este episodio marca la aparición final de varios personajes. Es la última aparición de Troy Otto (Daniel Sharman) y Lola Guerrero (Lisandra Tena), quienes fueron asesinados durante el episodio y con sus muertes, ninguno de los personajes principales introducido esta temporada están vivos. Es la última aparición de Qaletaqa Walker (Michael Greyeyes), que logra sobrevivir. Este episodio también marca la última aparición de varios personajes que murieron antes en la temporada y aparecen en uno de los sueños de Madison, incluido Travis Manawa (Cliff Curtis), Jeremiah Otto (Dayton Callie) y Jake Otto (Sam Underwood).

## Recepción
"Sleigh Ride", recibió elogios de la crítica. En Rotten Tomatoes, "Sleigh Ride" obtuvo una calificación perfecta del 100%, con una puntuación promedio de 8.0/10 basada en 7 reseñas. En una revisión conjunta junto con el episodio final de temporada, "Things Bad Begun", Matt Fowler de IGN le dio a "Sleigh Ride" una calificación de 8/10, indicando; "Algunos de los momentos interpersonales no se sintieron bien en el cierre de la temporada 3 de Fear the Walking Dead, pero usar la presa como pieza central para el final del juego, al mismo tiempo que se introdujo un nuevo villano en la mezcla, fue un final emocionante: incluso si los sueños inquietantes de Madison fueran lo único que resonó emocionalmente."

### Calificaciones
El episodio fue visto por 2,23 millones de espectadores en los Estados Unidos en su fecha de emisión original, la misma cantidad de calificaciones que el episodio anterior.